# Aintree
 For alternative betydninger, se Aintree (flertydig). (Se også artikler, som begynder med Aintree)
Aintree er en by i distriktet Sefton nær Liverpool, Storbritannien. I byen ligger væddeløbsbanen Aintree Racecourse og racerbanen Aintree Circuit.
53°28′45″N 2°56′14″V / 53.4793°N 2.9373°V